# Malolo
Malolo es una isla volcánica ubicada en el archipiélago Mamanuca perteneciente a Fiyi.

## Historia

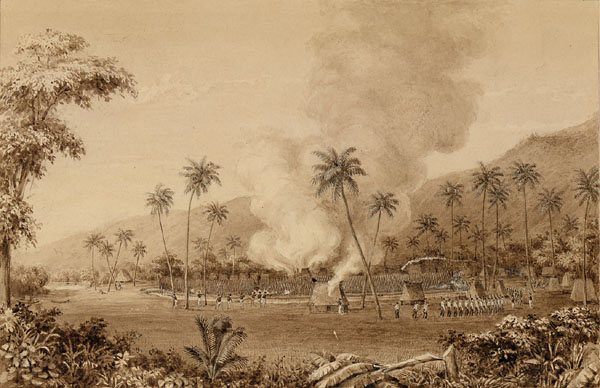
Represalias tomadas contra Malolo durante la Expedición de Exploración de los Estados Unidos, dibujado por Alfred Thomas Agate

Malolo fue uno de los lugares encuestados por los miembros de la Expedición de Exploración de los Estados Unidos bajo el mando de Charles Wilkes en 1840. Durante su visita, dos miembros del grupo, incluido el guardiamarina Wilkes Henry, sobrino de Wilkes, fueron asesinados por los nativos mientras intentaban negociar alimentos. En represalia, más de 80 tripulantes de los barcos de la expedición atacaron y destruyeron las aldeas en Malolo, matando a 87 personas y arrasaron con todos los cultivos.